# Conchocarpus ucayalinus
Conchocarpus ucayalinus är en vinruteväxtart som först beskrevs av Huber, och fick sitt nu gällande namn av J. A. Kallunki & J. R. Pirani. Conchocarpus ucayalinus ingår i släktet Conchocarpus och familjen vinruteväxter. Inga underarter finns listade i Catalogue of Life.